# لیو مینگ هوانگ
لیو مینگ هوانگ (انگلیسی: Liu Ming-huang؛ زادهٔ ۱۷ سپتامبر ۱۹۸۴) کماندار اهل تایوان است.